# ريك مانينغ
ريك مانينغ (بالإنجليزية: Rick Manning)‏ هو لاعب كرة قاعدة أمريكي، ولد في 2 سبتمبر 1954 في نياجارا فولز في الولايات المتحدة.

## وصلات خارجية
- ريك مانينغ على موقع دوري كرة القاعدة الرئيسي (الإنجليزية)
- ريك مانينغ على موقعبيزبول رفرنس.كوم (الدوري الرئيسي) (الإنجليزية)
- ريك مانينغ على موقع إي إس بي إن.كوم (أم.أل.بي) (الإنجليزية)